# Phân lân nung chảy
Phân lân nung chảy còn có tên gọi khác: phân lân thủy tinh; phân lân calci magnesi; Fused Calcium Magnesium Phosphate (FMP), Calcium Magnesium Phosphate (CMP).
Phân lân nung chảy được sản xuất bằng cách nung chảy lỏng quặng Apatit (hoặc quặng phosphorit) và một số phụ gia sau đó làm lạnh nhanh bằng nước.
Tính chất: phân lân nung chảy có màu ghi hoặc xám,rất ít tan trong nước nhưng tan đến 98% trong môi trường đất và dịch của rễ cây. Phân lân nung chảy có tính kiềm (pH=8)nên có tác dụng khử chua. Phân lân nung chảy có nhiều thành phần dinh dưỡng có ích cho cây trồng: P2O5: 13-21%; MgO:10-20%; Cao:20-35%; SiO2:20-30%...Phân lân nung chảy rất phù hợp với các vùng đất chua, trũng hoặc đất đồi núi dốc. Đây là loại phân chậm tan có tác dụng cải tạo đất, thân thiện với môi trường.
Phân lân nung chảy được sản xuất nhiều ở Trung Quốc, Nhật Bản và Việt Nam.